# Фёдоровское (сельское поселение, Ленинский район)
Муниципальное образование Фёдоровское — упразднённое сельское поселение в Ленинском районе Тульской области.
Административный центр — село Фёдоровка.

## История
Законом Тульской области от 11 июня 2014 года № 2133-ЗТО 24 июня 2014 года были объединены все муниципальные образования Ленинского района — рабочие посёлки Ленинский и Плеханово, муниципальные образования Рождественское, Медвенское, Шатское, Ильинское, Иншинское, Фёдоровское, Хрущёвское и Обидимское — с муниципальным образованием город Тула.

## Населённые пункты
В состав сельского поселения входило 47 населённых пунктов:
- село Фёдоровка (Ленинский район)
- деревня Алексеевка
- село Алешня
- село Барыково
- деревня Батищево
- деревня Беломутово
- деревня Берники
- станция Берники
- деревня Большое Хлыново
- село Борщевка
- деревня Буковолово
- деревня Верхние Брусы
- населенный пункт Военный Городок Берники
- деревня Волково
- поселок Георгиево
- деревня Городенки
- деревня Ефимово
- деревня Жировка
- деревня Занино
- деревня Иврово
- деревня Интюшово
- деревня Комаревка
- деревня Коптево
- деревня Костомарово
- деревня Крюково
- деревня Малое Хлыново
- село Маслово
- село Масловский Водозабор
- село Медведки
- деревня Мерлиновка
- деревня Натальинка
- деревня Нижние Брусы
- поселок Новая Земля
- деревня Острики
- поселок Первомайский
- деревня Площанки
- деревня Полянское
- деревня Помогалово
- деревня Рождество
- деревня Рыдомо
- деревня Селиховое
- деревня Старое Петрищево
- деревня Сторожевое
- станция Сторожевое
- село Щепилово
- деревня Ямны
- деревня Янчерево